# 金銀周
金 銀周（キム・ウンジュ、김은주、 Kim Un-ju) は元デパートの従業員。1993年、兄妹スパイ団事件の犯人としてその兄で「反核平和運動連合」政策委員、金三石（キム・サンソク）と2人で、朝鮮民主主義人民共和国（北朝鮮）のスパイとして、在日朝鮮団体から工作資金を受け取ったなどとして起訴された。二人は日本で郭東儀（反国家団体韓民連幹部）、李佐永（鬱陵島スパイ事件主謀者）と接触したことが明らかにされている。
兄嫁は第21代国会議員選挙で当選した、共に民主党 議員で、韓国挺身隊問題対策協議会（現正義連）元理事長尹美香(ユン・ミヒャン)。兄金三石は2005年インターネットメディア「水原市民新聞」を創設者兼代表者。夫 崔基永（チェ・ギヨン）は民主労働党事務副総長は、北京で北朝鮮工作機関である対外連絡部のユ・キスン副部長らと接触していたことが発覚して2006年「一心会スパイ事件」で逮捕され、懲役3年6か月の実刑判決を受けた。崔基永は、朝鮮労働党を「我らの党」、金日成を「偉大なる将軍様」と呼んでいたという。